# 오사메 사라위
오사메 사라위(아랍어: أسامة الصحراوي, 노르웨이어: Osame Sahraoui, 2001년 6월 11일 ~ )는 리그 1 클럽 릴과 모로코 국가대표팀에서 레프트 윙어로 활약하고 있는 모로코의 프로 축구 선수이다.
노르웨이에서 태어난 그는 노르웨이 국가대표팀으로 한 차례 활약한 후 2024년 모로코 국가대표팀으로 전향했다.

## 구단 경력

### 볼레렝아
하우케토 IF에서 자란 사라위는 2014년 볼레렝아의 유소년 시스템에 합류했다. 꾸준히 주니어 리그에 진출한 그는 2019년 5월에 첫 프로 계약을 체결한 후 2020년 6월에 스타베크를 상대로 시니어 데뷔 전을 치렀고, 페널티킥을 유발해 승부에 동점을 만들었다. 2020년 7월에는 2023년까지 연장 계약을 체결했다. 2020년 7월 26일, 그는 스트룀스고세와의 경기에서 클럽 소속으로 첫 골을 넣으며 2-0 승리를 거뒀다.

### 헤이렌베인
2023년 1월 31일, 사라위는 에레디비시 클럽 헤이렌베인과 3년 6개월 계약을 체결했다. 그는 다음 경기인 2월 4일, 위트레흐트와의 경기에서 클럽 데뷔 전을 치렀고, 결국 1-0으로 패했다.

### 릴
2024년 8월 1일, 프랑스 리그 1 클럽 릴은 사라위와 5년 계약을 맺었다고 발표했다.

## 국가대표팀 경력
노르웨이에서 태어난 사라위는 모로코 출신이다. 그는 이전에 모로코 청소년 국가대표팀 훈련 캠프에 소집된 적이 있다.
2021년 10월 8일, 사라위는 크로아티아와의 경기에서 노르웨이 U-21 국가대표팀에 처음으로 출전했다.
2023년 8월, 사라위는 요르단과의 친선 경기와 조지아와의 UEFA 유로 2024 예선 경기를 위해 스톨레 솔바켄 감독에 의해 노르웨이 국가대표팀에 처음으로 소집되었다.
2024년 8월 30일, 사라위는 모로코 국가대표팀으로 국적을 변경했다. 그는 2024년 10월 15일, 중앙아프리카 공화국을 상대로 4-0으로 승리한 2025년 아프리카 네이션스컵 예선에서 모로코 국가대표팀에 데뷔했다.